# Pseudomeloe pictus
Pseudomeloe pictus là một loài bọ cánh cứng trong họ Meloidae. Loài này được Philippi miêu tả khoa học năm 1864.